# 봄 (2014년 영화)
"봄"은 2014년에 개봉한 대한민국의 영화이다.

## 줄거리
천재 조각가 준구는 한국 전쟁 후 진행성 근육 마비로 삶의 의미를 잃고 절망에 빠진다. 그의 아내는 헌신적으로 남편을 보살피며, 그가 다시 작품 활동을 하도록 격려하기 위해 모델을 찾아 나선다. 아내는 남편에게 영감을 불어넣어 줄 마지막 모델을 찾아 나서고, 이 과정에서 조각가와 모델 사이에 순수한 사랑과 아름다움이 피어난다.

## 캐스팅
- 박용우 : 김준구 역
- 김서형 : 정숙 역
- 이유영 : 이민경 역
- 주영호 : 근수 역
- 윤예희 : 경산댁 역
- 안수빈 : 향숙 역
- 차종호 : 오 서방 역
- 김수안 : 송이 역
- 임수혁 : 기주 역
- 김학룡 : 집사 역
- 서동구 : 명윤 역
- 김태수 : 한섭 역
- 제희찬 : 봉구 역
- 김명환 : 충식 역
- 이동훈 : 재떨이 역
- 최정순 : 국밥집 여주인 역
- 안희주 : 대포집 여주인 역
- 노상현 : 순경 2 역
- 윤대용 : 윤씨 역
- 전주병 : 전씨 역
- 이원호 : 우체부 역
- 한혜진 : 여자 전도사 역 (우정출연)
- 진구 : 순경 역 (우정출연)
- 배수빈 : 라이방 역 (우정출연)
- 임슬옹 : 자전거 청년 역 (우정출연)
- 남일우 : 홍 박사 역 (특별출연)

## 수상
- 2015년 제52회 대종상 신인 여우상